# Кальбе (Нижняя Саксония)
Кальбе (нем. Kalbe) — община в Германии, в земле Нижняя Саксония.
Входит в состав района Ротенбург-на-Вюмме. Подчиняется управлению Зиттензен. Население составляет 562 человека (на 31 декабря 2010 года). Занимает площадь 10,25 км².